# Ортодоксни јудаизам
Ортодоксни јудаизам је заједнички назив за више ортодоксних покрета унутар јудаизма, у коме су вјерници, са историјске тачке гледишта, сљедбеници јеврејског вјерског погледа. Његово формирање је завршено у касном средњем вијеку и почетком новог вијека. Средишњи дио религијског концепта ортодоксног јудаизма је Халаха у облику, у коме је записана у Усменом закону (у Мишни и Хемари, то јест у Тори) и сачињава Шулхан арух.

## Дефиниције
Најраније познато помињање појма ортодоксни Јевреји било је у Berlinische Monatsschrift 1795. Реч Orthodox позајмљена је из општег немачког просветитељског дискурса и није се користила да означава одређену верску групу, већ оне Јевреје који су се противили просветитељству. Током раног и средњег 19. века, појавом прогресивних покрета међу немачким Јеврејима, а посебно раног реформног јудаизма, наслов ортодоксни постао је епитет традиционалиста који су заговарали конзервативне ставове о питањима покренутим модернизацијом. Они сами често нису волели страни, хришћански назив, преферирајући наслове попут „истинска Тора“ (gesetztreu), и често су изјављивали да га користе само ради погодности. Ортодоксни лидер рабин Сајмсон Рафаел Хирш писао је о „уверењу која се обично означава као ортодоксни јудаизам“; године 1882, када се рабин Азриел Хилдешајмер уверио да јавност разуме да се његова филозофија и либерални јудаизам радикално разликују, уклонио је реч ортодоксни из имена свог Рабинског семеништа Хилдешајмер. До 1920-их, термин је постао уобичајен и прихваћен чак и у Источној Европи, и као такав остаје.
Православље себе идеолошки доживљава као једини аутентични наставак јудаизма кроз векове, какав је био до кризе модерности; у многим основним аспектима, као што су вера у непатворену божанственост Торе или стриктно придржавање преседана и традиције када се влада у питањима јеврејског закона, православље је заиста тако. Његови прогресивни противници често су делили ово гледиште, сматрајући га фосилизованим остатком прошлости и приписујући заслуге својој сопственој ривалској идеологији. Стога се израз ортодоксни често користи генерички да би се означиле традиционалне (чак и ако само у подразумеваном смислу, неповезаности са модернистичким неортодоксним покретима) синагоге, молитвени обреди, светковање итд.
Међутим, академска истраживања су заузела нијансиранији приступ, приметивши да је формирање ортодоксне идеологије и организационих оквира само по себи производ модерности. Она је настала потребом да се одбрани и подржи сам концепт традиције, у свету у коме то више није било само по себи разумљиво. Када су дубока секуларизација и демонтирање комуналних структура искоренили стари поредак јеврејског живота, традиционалистички елементи су се ујединили у групе које су имале јасно саморазумевање. То, и све што је за собом повлачило, представљало је велику промену, јер су се православци морали прилагодити новим околностима ни мање ни више него било ко други; они су развили нова, понекад и радикална средства деловања и начине мишљења. „Ортодоксизација“ је био контингентни процес, који је почивао из локалних околности и зависио од обима претње коју су осећали његови заговорници: оштро оцртан православни идентитет појавио се у централној Европи, у Немачкој и Мађарској, 1860-их; мање оштар појавио се у Источној Европи током међуратног периода. Међу Јеврејима муслиманских земаља слични процеси у великом обиму догодили су се тек око 1970-их, након што су се доселили у Израел. Православље се често описује као изузетно конзервативно, окоштавајући некада динамичну традицију због страха од легитимизације промена. Иако то није ретко било тачно, његова карактеристика није била забрана промена и „замрзавање“ јеврејског наслеђа, већ потреба прилагођавања томе што је само један сегмент жидовства у модерном свету негостољубивом за традиционалну праксу. Православље се развило као шаролики „спектар реакција“ - како га је назвао Бенџамин Браун - који у многим случајевима укључује много прилагођавања и попустљивости. Научници данас, углавном од средине 1980-их, истражују православни јудаизам као поље само по себи, испитујући како је потреба за суочавањем са модерношћу обликовала и променила његова уверења, идеологије, друштвену структуру и халахичне пресуде, чинећи га веома различитом од традиционалног јеврејског друштва.

## Историја

### Криза модерности
До друге половине 18. века, јеврејске заједнице у централној и западној Европи биле су аутономне целине, још једно имање у друштвеном поретку, са својим посебним привилегијама и обавезама. Водила их је класа имућних надзорника (парнасим), и били су подложни рабинским судовима који су пресуђивали у већини грађанских ствари. Рабинска класа је имала монопол над образовањем и моралом, слично као и хришћанско свештенство. Јеврејски закон се сматрао нормативним и примењивао се на својеглаве преступнике (заједничко грешење је, наравно, укоравано, али толерисано) уз све комуналне санкције: затвор, опорезивање, бичевање, стављање на стуб срама, и нарочито, екскомуникација. Културна, економска и социјална размена са нејеврејским друштвом била је ограничена и регулисана.
Овакво стање ствари завршило се успоном модерне, централизоване државе, која је тежила да присвоји сву власт. Племству, свештенству, градским цеховима и свим осталим корпоративним имањима постепено су одузимане привилегије, нехотице стварајући равноправније и секуларизованије друштво. Јевреји су били само једна од погођених група: екскомуникација је била забрањена, а рабински судови изгубили су готово сву своју надлежност. Држава је, нарочито од Француске револуције, била све склонија да Јевреје толерише само као верску секту, а не као аутономну целину, и настојала је да их реформише и интегрише као „корисне поданике“. Такође се разговарало о јеврејској еманципацији и једнаким правима. Дакле, хришћанска (и посебно протестантска) диференцијација између „религиозног“ и „секуларног“ примењена је на јеврејске послове којима су ови концепти традиционално били туђи. Рабини су били збуњени када је држава од њих очекивала да се брину о пастирским надлежностима, одричући се своје главне судске улоге. Од секундарног значаја, много мање од грађанских и правних преображаја, биле су идеје просветитељства које су се бориле за ауторитет традиције и вере.
На почетку века, ослабљени рабински естаблишмент суочио се са масама нове врсте преступника: они нису могли бити класификовани нити подношљиви грешници савладани њиховим поривима (khote le-te'avon), нити као расколници попут Шабетијана или Франкиста, против којих су уведене све комуналне санкције. Њихови ставови нису одговарали критеријумима постављеним када је вера била нормативни и самоевидентни део световног живота, већ су почивали на стварности новог, секуларизованог доба. Класа управника, која је имала највише моћи у заједницама, брзо се акултурализовала и често је настојала да спроведе реформску агенду државе. Рабин Елазар Флекелес, који се вратио у Праг са села 1783. године, подсетио је да се тамо први пут суочио са „новим пороцима“ принципијелног непоштовања према традицији, уместо са „старим пороцима“ попут трачева или развратништва. У Хамбургу је рабин Рафаел Коен покушао да ојача традиционалне норме. Коен је наредио свим мушкарцима у својој заједници да пуштају браду, забранио је јавно држање за руку са својом супругом, и осудио жене које су уместо видљивих покрова за главу носиле перике; Коен је опорезивао и на други начин прогонио чланове свештеничке касте који су напустили град да би се венчали распуштеницама, мушкарце који су апеловали на државним судовима, оне који су јели храну коју су припремили незнабошци и друге преступнике. Хамбуршки Јевреји су се више пута обраћали властима, што је на крају оправдало Коена. Међутим, невиђено мешање у његову надлежност дубоко га је шокирало и задало ударац престижу рабината.

Идеолошки изазов за рабинску власт, за разлику од прозаичне секуларизације, појавио се у облику покрета Хаскала (јеврејско просветитељство) који је дошао до изражаја 1782. Хартвиг Весели, Мозес Менделсон и други маскилим позвали су на реформу јеврејског образовања, укидање принуде по питању савести и друге мере модернизације. Заобишли су рабинско одобрење и поставили се, бар имплицитно, као супарничка интелектуална елита. Уследила је горка борба. Реагујући на Менделсонову тврдњу да слобода савести мора да замени комунални укор, рабин Коен из Хамбурга је прокоментарисао:
Сам темељ Закона и заповести почива на принуди која омогућава приморавање на послушност и кажњавање преступника. Порицање ове чињенице слично је порицању сунца у подне.
Међутим, маскилско-рабинско ривалство окончало се прилично брзо у већини централне Европе, јер су владе наметнуле модернизацију својим јеврејским поданицима, не узимајући у обзир било коју страну. Школе су замениле традиционалне чедере, а стандардни немачки почео је да замењује јудео-немачки. Разлике између естаблишмента и просветљених постале су ирелевантне, а потоњи су често прихватали ставове других (сада застарелих, јер су агресивнији начини акултурације замењивали програм Хаскале). Године 1810, када је филантроп Израел Јакобсон отворио реформисану синагогу у Зезену са модернизованим ритуалом, наишао је на мало протеста.